# Llengües tibetobirmanes
Les llengües tibetobirmanes formen un dels dos subgrups principals de les llengües sinotibetanes i constitueixen un conjunt d'unes 400 llengües parlades al sud d'Àsia. Moltes d'elles es parlen en zones muntanyoses de difícil accés, per la qual cosa han estat poc estudiades i alguns lingüistes afirmen que no totes pertanyen a la mateixa família lingüística, sinó que s'agrupen com a concepte geogràfic.
Aquests idiomes són aglutinants, tonals i acostumen a col·locar el verb al final de la frase. S'escriuen usant gran varietat d'alfabets i sistemes pictogràfics, alguns únics per a aquell idioma.
La primera classificació interna d'aquestes llengües va ser la proposada per Shafer i distingia entre llengües bòdiques, bàriques, búrmiques i karèniques, afegint que eren branques al mateix nivell que la sinítica, negant doncs el nom genèric de tibetobirmà per a aquest grup. Per contra, estudis posteriors van posar en relleu l'existència de paral·lels entre els diferents idiomes i van reprendre la classificació geogràfica, que aleshores constaria de grups de llengües per zones: les parlades a l'Índia (llengües bàriques, jingpo i sak), les occidentals (amb les llengües tibetanes i de l'Himalaia), les nord-orientals i les sud-orientals.